# Waigeum coruscans
Waigeum coruscans är en fjärilsart som beskrevs av Grose-smith 1897. Waigeum coruscans ingår i släktet Waigeum och familjen juvelvingar. Inga underarter finns listade i Catalogue of Life.